# Pilot (Beverly Hills, 90210)
Pilot of Class of Beverly Hills is de eerste aflevering van het eerste seizoen van het tienerdrama Beverly Hills, 90210, die voor het eerst werd uitgezonden op 4 oktober 1990. De aflevering duurt 94 minuten: dit wijkt af van latere afleveringen, die ongeveer 42 minuten per aflevering duren.

## Ontwikkeling
Oorspronkelijk had de pilot een lengte van twee uur. Schrijver Darren Star had namelijk geen ervaring met televisieseries en schreef in feite een filmscript. Als thema koos hij voor een gezin met een tweeling dat naar een andere stad verhuisde en daar moest wennen aan de nieuwe omgeving en een nieuwe school. Deze situatie was voor hem bekend: hij zat ook tegelijk met zijn zus op de middelbare school, en ging later studeren aan de andere kant van het land.
Vlak voor de opnames begonnen was de hoofdrol van Brandon Walsh nog niet vergeven. Het bleek niet eenvoudig om een geschikte acteur te vinden. Uiteindelijk werd de 21-jarige Jason Priestly gevraagd, die op dat moment in de weinig succesvolle comedyserie Sister Kate speelde.
Voor de rol van Jim Walsh, de vader van tweeling Brenda en Brandon, was acteur Lyman Ward aangetrokken. Hij werd echter vervangen door James Eckhouse, waarna alle scenes in de pilot waarin Jim Walsh voorkwam, werden bijgewerkt.
Aanvankelijk behaalde de serie lage kijkcijfers, waardoor het voortbestaan van de serie doorlopend in gevaar was.

## Verhaal
De familie Walsh is zojuist naar Beverly Hills verhuisd. Terwijl Brandon zich niet echt zorgen maakt over een nieuwe school, wil Brenda er dolgraag populair zijn. Ze vormen al snel een groep met Steve, Andrea, Donna en Kelly.
Brenda, Kelly en Donna proberen een feest voor mensen die ouder dan 20 jaar zijn, binnen te komen. Brenda heeft van Kelly een nep-identiteitsbewijs gekregen en weet als enige de portier te overtuigen dat ze oud genoeg zou zijn om naar binnen te mogen. Hier ontmoet ze de 25-jarige advocaat Jason Croft. Als hij ontdekt dat ze 16 jaar oud is, zet hij een punt achter hun kortstondige relatie.
Brandon is op een schoolfeest de aantrekkelijke Marianne tegengekomen. Zij heeft echter een slechte reputatie. Als Brandons klasgenoten - overigens volkomen onterecht - vermoeden dat de twee seks hebben gehad met elkaar, wordt dit als sappig nieuwsbericht op de schoolradio verspreid. Brandon probeert dit vervolgens recht te zetten.

## Rolverdeling
- Jason Priestley - Brandon Walsh
- Shannen Doherty - Brenda Walsh
- Jennie Garth - Kelly Taylor
- Ian Ziering - Steve Sanders
- Gabrielle Carteris - Andrea Zuckerman
- Brian Austin Green - David Silver
- Tori Spelling - Donna Martin
- Douglas Emerson - Scott Scanlon
- Carol Potter - Cindy Walsh
- James Eckhouse - Jim Walsh
- Leslie Bega - Marianne Moore
- Maxwell Caulfield - Jason Croft
- Josh Mostel - Mr. Ridley

## Trivia
- Leerlinge Andrea komt met de bus naar school. Het type bus waar ze mee reist, heeft echter nooit in Californië gereden. Het betreft een voormalige stadsbus van SEPTA uit Philadelphia.[4]